# Dvärgkaskelot
Dvärgkaskelot (Kogia simus) är en art i familjen kaskeloter. Arten är relativ okänd och informationerna härstammar huvudsakligen från strandade individer.

## Utbredning
Arten förekommer i tropiska och subtropiska havsområden rund hela jorden. Under vandringar når den även kallare vatten. I Stilla havet iakttogs dvärgkaskeloter vid Vancouverön (Kanada), Honshu (Japan) och Nya Zeeland. I Atlanten dokumenterades de framför Virginias (USA) kust är nära Spanien. Den lever närmare kustlinjen än arten pygmékaskelot.

## Utseende
Djuret är 2,1 till 2,7 meter lång och har en vikt av 135 till 270 kg. Individer som är längre än 2,5 meter är däremot sällsynt. Färgen är på ovansidan gråbrun, gråblå, mörkgrå eller svartaktig och på buken ljusare eller nästan vit. Några glest fördelade små fläckar med rosa eller violetta nyanser kan förekomma. Huvudet liknar mer en tumlare än en kaskelot. Artens blåshål ligger på huvudets vänstra sida. Som hos alla kaskeloter har underkäken alla tänder (14 till 26) och tänderna i övre käken saknas eller förekommer bara rudimentärt (0 till 6). Bukfenorna är korta och breda. Liksom kaskeloten har dvärgkaskelot ett organ med spermaceti.

## Levnadssätt
Dvärgkaskelot lever i grupper med upp till 10 individer. Deras föda utgörs av bläckfiskar, fiskar och kräftdjur som fångas 250 till 1200 meter under vattenytan.

## Hot
Dvärgkaskeloter var målet för valfångst och även idag fångas några individer, främst av Japan, Indonesien och karibiska stater. De fastnar dessutom ibland i fiskenät. Populationens storlek är okänd, bara för östra Stilla havet finns uppskattningar som ligger vid 11 000 individer.